# قمری‌های زمردی
قمری‌های زمردی (نام علمی: Chalcophaps) نام یک سرده از تیره کبوتران است.

## گونه‌ها
- قمری زمردی معمولی، Chalcophaps indica
  - قمری زمردی کریسمس، Chalcophaps indica natalis
- قمری زمردی آرام، Chalcophaps longirostris
- قمری زمردی استفان، Chalcophaps stephani